# إيميل رينان
إيميل رينان (بالإنجليزية: Emile Renan)‏ هو مغني ومغني أوبرا أمريكي، ولد في 28 يونيو 1913، وتوفي في 8 ديسمبر 2001.